# 外村晶子
外村 晶子（ほかむら あきこ、6月20日 - ）は、日本の女性声優。2010年3月までアーツビジョンに所属していた。千葉県出身。

## 出演作品

### テレビアニメ
- 金色のコルダ〜primo passo〜（富田）
- ケロロ軍曹（おばさん）
- ジミー・ニュートロン 僕は天才発明家!（シンディの母）
- 少年陰陽師（女房（一））
- 新 キャプテン・スカーレット（ハーモニー・エンジェル）
- すもももももも 地上最強のヨメ（とも子、OL、奥さん）
- 爆丸バトルブローラーズ（ケンジ）
- ムシウタ（ユウキの母）

### OVA
- 魔法少女隊アルス THE ADVENTURE（ひよこ組）

### ゲーム
- みんなのGOLFポータブル2（チャップ）
- ラジアータ ストーリーズ（ポメリー）
- 影牢II -Dark illusion-（カタリーナ）

### 吹き替え
- イルマーレ
- インパクト2（アレクシス）
- OZ/オズ（オコナー）
- カオス（ジーナ）
- キング 罪の王（マリー）
- グリーンローズ（ソラ）
- クリミナル・マインド4 FBI行動分析課（エイミー）
- ゲーム・オブ・ライフ（タニア、ルシア）
- CSI:マイアミ4
- シークレット・パラダイス（エミール）
- The OC（レイチェル）
- シックス・フィート・アンダー（ソフィア）
- シャーロットのおくりもの（エラブル夫人）
- 手裏剣スクール（ジャック･ピッグ･ヨータ）
- 白バラの祈り（アンネ・リーゼ）
- シンソッキ・ブルース（ヨム室長）
- ズーキーパーズ（イングリッド）
- タクシードライバー ※DVD版
- 父親たちの星条旗
- 天龍八部（王夫人）
- トナカイのブリザード
- トムとジェリー テイルズ
- トリノ、24時からの恋人たち（バルバラ）
- NIP/TUCK マイアミ整形外科医（ジーナ）
- 覗き（キム・ジヒョン）
- バーサス･プレイヤズ（ヴァネッサ）
- バグミー・テンダー（ミレイ）
- 犯罪捜査官ネイビーファイル8（マネッティ少佐）
- フーリガン（シャノン）
- ブラック・スネーク・モーン（サンディ）
- ブラック・レイン（ダニー）
- 碧血剣（安大娘）
- ベティ〜愛と裏切りの秘書室（サンドラ・パティーニョ、マリア・ベアトリス・バレンシア）
- ホテル (2001年の映画)（ルーシー・リュー）
- BONES(テッサ)
- マッチポイント（ヘザー）
- 理想の女（アレクサンドラ）
- ワンナイト・イン・モンコック